# Exploração de Marte
Representação artística do 
astromóvel-robô Curiosity, 
enviado à Marte em 2012.
A exploração de Marte tem sido feita através de diversas sondas e aterrizadores enviados a Marte da agência espacial norte-americana a NASA, pela Agência Japonesa de Exploração Aeroespacial (JAXA), pela Agência Espacial Europeia (ESA), pela Agência Espacial e de Aviação Russa e pela Organização Indiana de Pesquisa Espacial (ISRO). Algumas sondas falharam, enquanto outras nem chegaram ao planeta. Outras, porém, funcionam bem até hoje, como, por exemplo, a dos veículos exploradores de Marte: Opportunity, Curiosity e Voyager 1. 

## Observação
Marte é conhecido desde a antiguidade, e destaca-se no céu pelo seu aspecto avermelhado; devido a isso é conhecido como o "O Planeta Vermelho". Os babilônios já faziam observações cuidadosas do que eles chamavam de Nergal (A Estrela da Morte), mas tudo o que viam tinha propósitos exclusivamente religiosos. Os gregos foram os primeiros a fazer observações mais racionais e identificaram Marte como sendo uma das cinco estrelas errantes (planetas) do céu. O astrónomo grego Hiparco (160 - 125 a.C.) verificou que Marte nem sempre se movia de oeste para leste. Ocasionalmente, o planeta invertia o seu caminho no céu para a direcção contrária; para depois voltar a deslocar-se normalmente; esta característica tornava a procura do planeta muito difícil e era contrária à teoria vigente de que a Terra (Gaia) era o centro do universo.
As observações do movimento aparente de Marte feitas por Tycho Brahe (1546 - 1601) permitiram a seu discípulo Johannes Kepler descobrir as leis dos movimentos dos planetas, que deram suporte à teoria heliocêntrica de Copérnico.
Em 1655, Christiaan Huygens fez experimentações com novos óculos e nesse mesmo ano construiu um bom telescópio com uma ampliação de 50x. Em 1659, quando Marte se encontrava em oposição, Huygens decidiu ver Marte com o seu telescópio e distinguiu manchas no disco do planeta e no seu esboço fez uma marca em forma de V, o que é hoje identificado como Syrtis Major. Huygens notou que a marca se movia, e assim calculou a rotação do planeta, anotando no seu diário: 
«A rotação de Marte, como a da Terra, parece ter um período de 24 horas.»

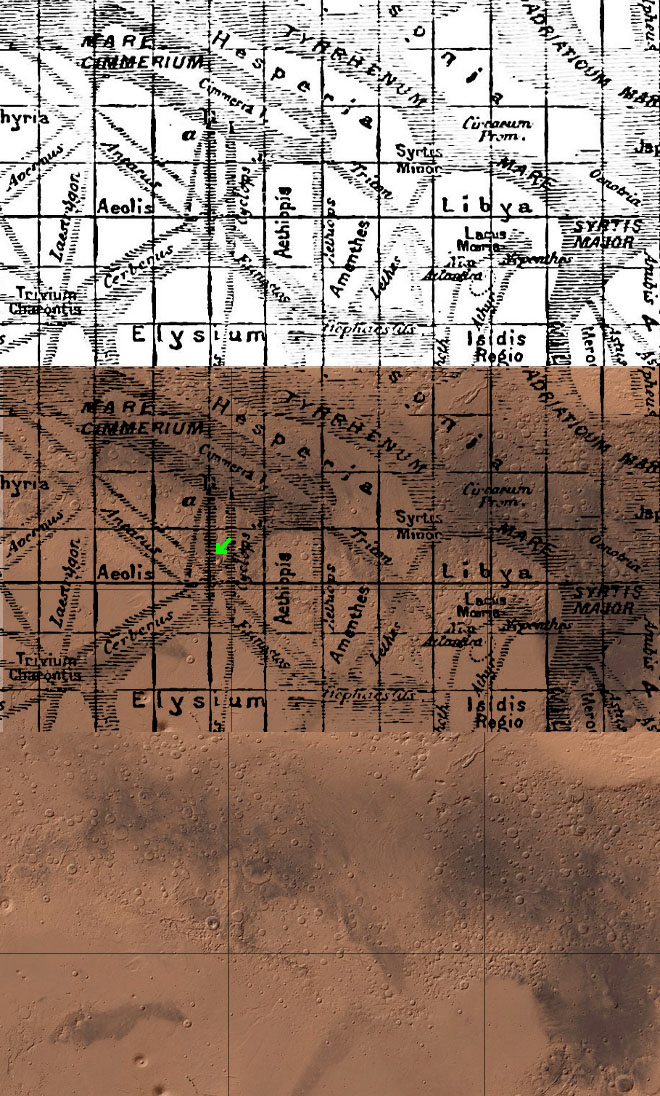
Mapa de Marte, desenhado à mão no século XIX por Schiaparelli (acima, centro) sobreposto a uma imagem fotográfica moderna (centro e abaixo).

O ano de 1877 foi um ano-chave para os estudos do planeta, já que Marte se encontrava numa oposição muito mais próxima da Terra. Assim, o astrónomo norte-americano Asaph Hall descobriu os satélites naturais de Marte: Fobos e Deimos; e o italiano Giovanni Schiaparelli dedicou-se a cartografar cuidadosamente o planeta; com efeito, ainda hoje se usa a nomenclatura criada por ele para os nomes das regiões marcianas: Syrtis Major, Noachis Terra, Solis Lacus, entre outros nomes. Já a nomenclatura das observações de Marte na Madeira em Agosto e Setembro de 1877 por Nathaniel Green não prevaleceram. Essa nomenclatura tinha nomes mais antigos e honrava personalidades da astronomia.
Schiaparelli também acreditou que observava umas linhas finas em Marte, a que batizou de canali (canais). Em inglês a palavra foi traduzida como canals em vez de channels, que implicava algo de artificial, o que despertou a mente do aristocrata norte-americano Percival Lowell que se dedicou a especular sobre vida inteligente em Marte. Lowell estava tão entusiasmado que montou o seu próprio observatório. As suas observações convenceram-no que Marte era um planeta que estava a secar, e que existia uma antiga civilização marciana que construiu esses canais para drenar as calotas polares e enviar água para as cidades sedentas.
Essa ideia de uma civilização marciana passou para a imaginação popular. H.G. Wells escreveu A Guerra dos Mundos em 1898 em que a Terra seria invadida por marcianos que usavam armas poderosas. Em 1938, Orson Welles fez uma adaptação do conto para a rádio, o que causou o pânico generalizado e que levou algumas pessoas a fugir e outras a afirmar que sentiam o cheiro do gás venenoso lançado pelos marcianos ou que viam luzes ao longe, da luta dos marcianos para se apoderarem da Terra.
Mais tarde, provou-se que a grande maioria dos canais eram apenas uma ilusão de ótica. Na década de 1950, já quase ninguém acreditava em vida inteligente em Marte, mas muitos estavam convencidos da existência de musgos e líquenes primitivos.

## Exploração
Em plena Guerra Fria, quando as potências da época Estados Unidos e União Soviética se envolveram numa corrida espacial, os soviéticos foram os primeiros a tentar enviar sondas espaciais a Marte para descobrir o que se passava no planeta e pode-se dizer que obtiveram um sucesso parcial. Em 1971, eles lançaram as sondas gêmeas Marte 2 e Marte 3, ambas equipadas com módulo de aterrissagem. As duas sondas conseguiram orbitar Marte e fazerem a descida dos módulos, porém o módulo da Marte 2 falhou durante a descida e chocou-se com o planeta em local desconhecido. Já a Mars 3 encontrou uma tempestade de areia que cobriu todo o planeta e o módulo, ao aterrissar com sucesso, conseguiu apenas enviar uma foto da superfície durante 20 segundos antes de falhar, tornando-se o segundo objeto construído pelo homem a tocar o solo marciano. Os soviéticos já haviam lançado outras sondas antes, mas de pouco sucesso. Os norte-americanos tiveram sucesso com a segunda tentativa através da sonda Mariner 4 que, em 1965, orbitou Marte e conseguiu tirar a primeira fotografia próxima do planeta, juntamente com outras vinte e uma, mas de muito fraca qualidade.
A 20 de julho de 1976, a sonda norte-americana Viking I pousou com sucesso em Chryse Planitia, uma planície circular na região equatorial norte de Marte, perto de Tharsis, e tirou a primeira fotografia da superfície. A sonda gêmea, a Viking II pousou em 3 de Setembro do mesmo ano em Utopia Planitia. Estas duas sondas operaram durante anos, até que as suas baterias falharam. Com esta missão, as ideias de uma civilização marciana e de vida primitiva ao nível de musgos foram postas de lado, mas dúvidas quanto a existência de bactérias continuaram a persistir.
A sonda Mars Pathfinder chegou a Marte a 4 de Julho de 1997 e pousou em Chryse Planitia, na região de Ares Vallis, libertando um pequeno veículo robô, Sojourner, que explorou e investigou diferentes rochas, verificando a origem vulcânica de uma ou a erosão causada pelo vento ou pela água de outras. Entretanto, a sonda de pouso enviou mais de 16 500 imagens e fez 8,5 milhões de medições à pressão atmosférica, temperatura e velocidade do vento. A 11 de Setembro do mesmo ano, chega a sonda Mars Global Surveyor, e a sua missão consistiu em fotografar o planeta com uma resolução muito maior que as missões anteriores conseguiriam fazer.

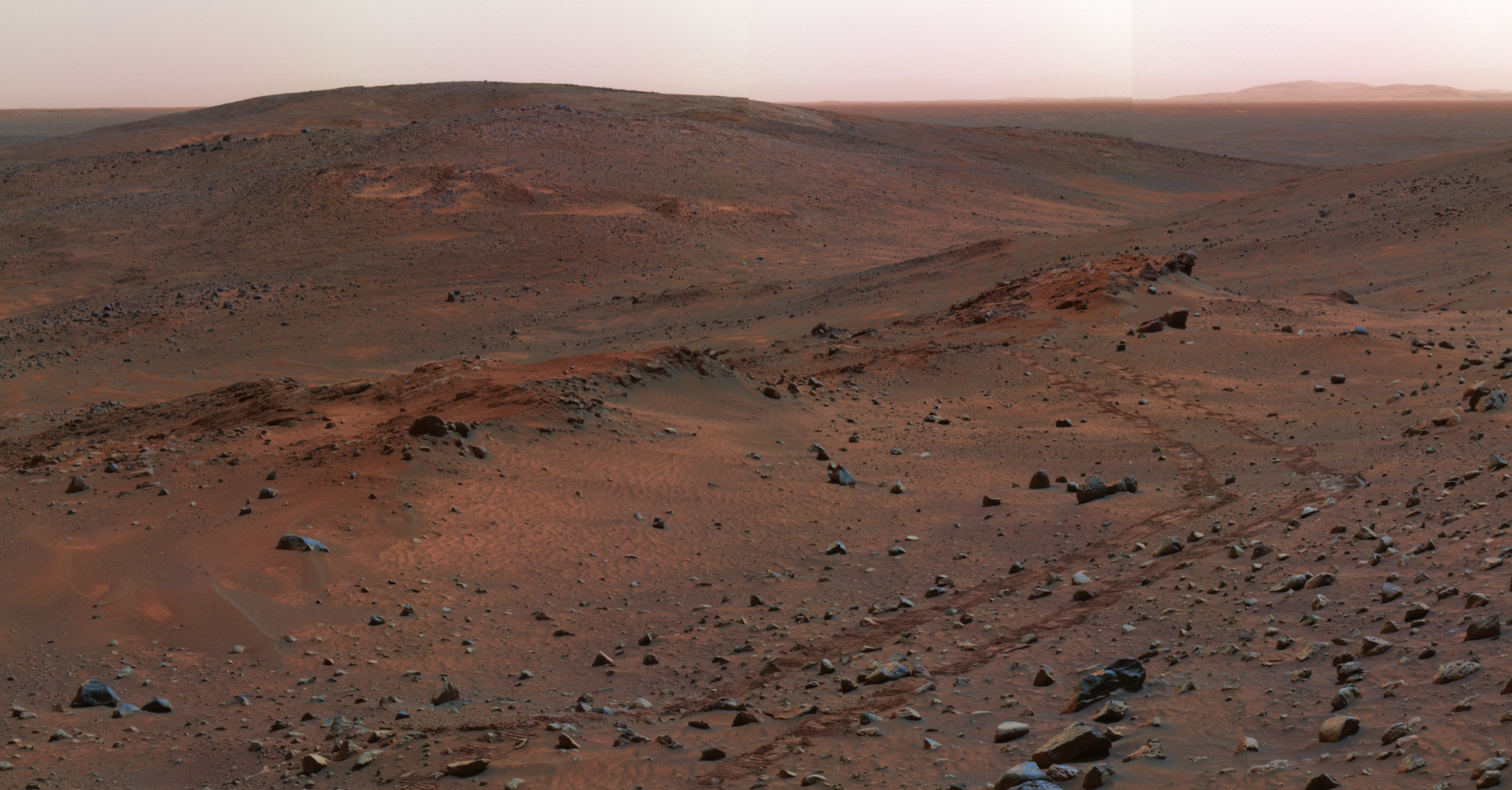
Marte visto pelo robô Spirit.

A Agência Espacial Europeia (ESA) entra na corrida enviando a sonda orbital Mars Express ao planeta vermelho. Esta chega a Marte no final de 2003, e lança um robô para explorar a superfície, mas o módulo de comando Beagle nunca deu sinais de funcionamento até então. Já a sonda orbital tem sido marcada pelo sucesso, especialmente no que toca às descobertas envolvendo a água. De destacar a descoberta, em meados de 2005, do primeiro lago gelado encontrado no planeta.
Outras missões mais recentes bem sucedidas são as dos robôs de exploração "Spirit" e seu irmão gêmeo "Opportunity", que exploraram Marte desde Janeiro de 2004.

Bandeira do planeta Marte aprovada e proposta pela Sociedade Planetária e Sociedade Marciana.

O robô Spirit pousou na grande e intrigante cratera Gusev. O veículo, com os seus instrumentos, examinou rochas que mostraram claros indícios de que Marte já teve regiões úmidas e não ácidas que podem ter sido favoráveis para a vida. O robô Opportunity pousou em Meridiani Planum, no pólo norte. Apesar de Meridiani Planum ser uma planície, sem campos de rochas, o robô Opportunity rolou para a pequena cratera Eagle com apenas 20 metros de diâmetro. A parede da cratera tinha uma formação rochosa intrigante com rochas colocadas em camadas, que podem ter várias origens desde depósitos de cinza vulcânica a sedimentos causados pelo vento ou água. Depois de pesquisas feitas pelo robô a sedimentos, a NASA chega à conclusão que a Opportunity pousou numa antiga costa de um antigo mar salgado em Marte. No futuro, mais exactamente em 2018, a sonda ExoMars poderá visitar o planeta.
O robô Opportunity, tinha uma grande tecnologia, e muito investimento, Ela foi a sonda que pousou em marte com melhores tecnologias e inovações. Algo muito surpreendente.

Em 26 de novembro de 2011, a NASA lançou em direção a Marte a Sonda Mars Science Laboratory levando um sofisticado veículo explorador denominado Curiosity.

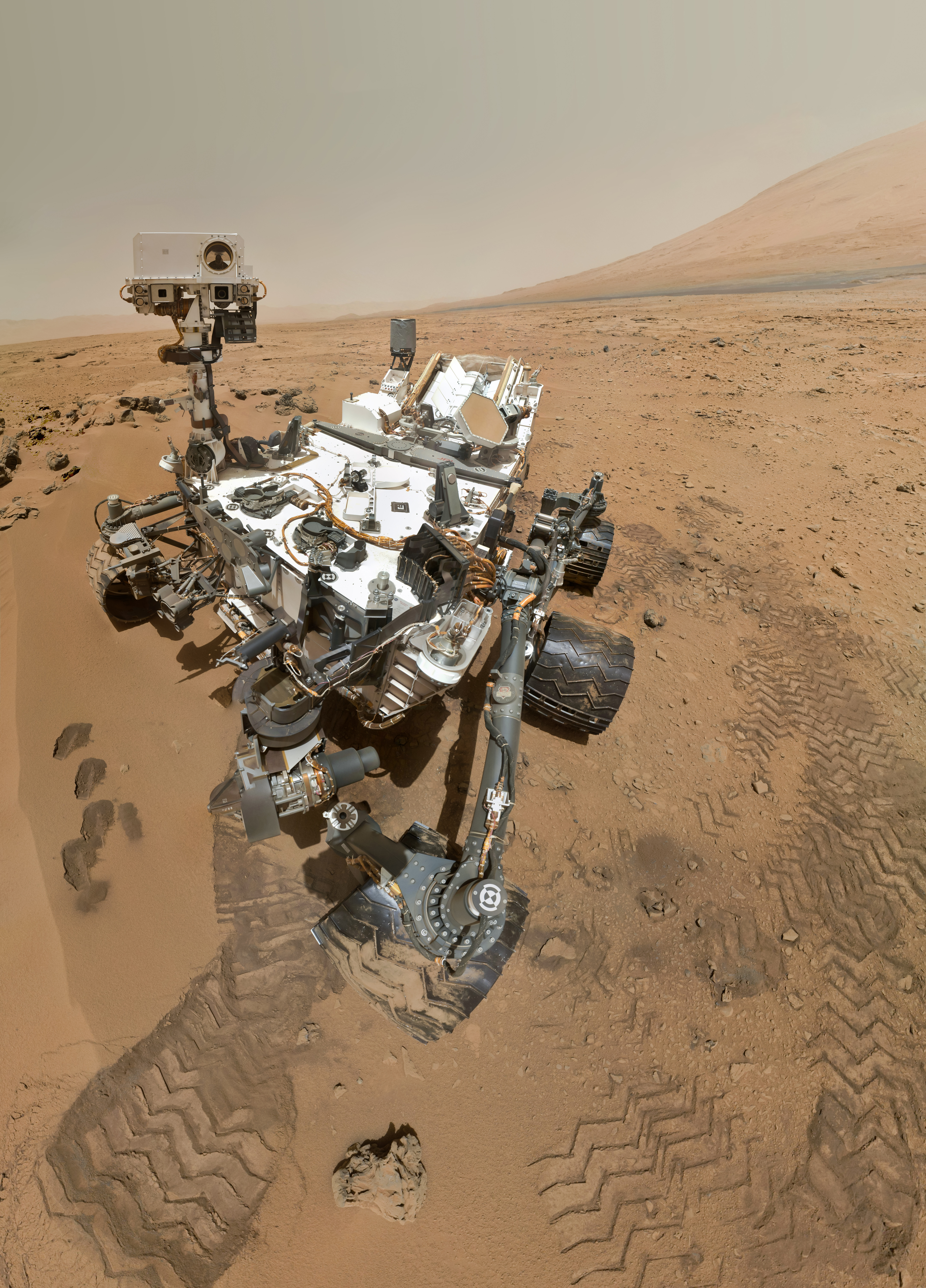
O Curiosity na superfície de Marte

 Em 6 de agosto de 2012, o Curiosity realizou um pouso perfeito na superfície de Marte (mais precisamente na Cratera Gale) iniciando uma longa jornada de coleta de amostras e análises físico-químicas.
A Índia também entrou na corrida pela exploração de Marte em 5 de novembro de 2013, quando a Organização Indiana de Pesquisa Espacial lançou sua primeira sonda em direção ao Planeta Vermelho, a sonda Mangalyaan. A Mars Orbiter Mission chegou em Marte em 24 de setembro de 2014, e continua orbitando o planeta, enviando informações.
Todas estas missões foram feitas por máquinas e não pelo homem. Várias pessoas já avançaram em defesa das missões tripuladas a Marte como o próximo passo lógico. Por causa da distância entre Marte e a Terra, a missão traria mais riscos e seria mais cara que as viagens à Lua, apesar de muitos acreditarem serem bem mais proveitosas que o envio de robôs. Seriam necessários mantimentos e combustível para uma viagem de ida e volta de 2 a 3 anos. Uma proposta chamada «Mars Direct» é tida como o plano mais prático e menos dispendioso para uma missão a Marte com seres humanos.[carece de fontes?]
A Agência Espacial Europeia tem como objectivo o envio de uma missão humana a Marte no ano 2030, como parte do seu Programa Aurora.[carece de fontes?]
Nos últimos séculos, alguns cientistas acreditavam e acreditam que Marte é um forte candidato para a terraformação e colonização humana. A criação de uma colônia em Marte faria reduzir os custos da viagem e dificuldades técnicas da exploração humanas no planeta. Para terraformar Marte deveria se reconstruir a atmosfera de Marte e aquecê-la. Uma atmosfera mais grossa de dióxido de carbono e outros gases de efeito estufa iria aprisionar a radiação solar e ambos os processos construir-se-iam um ao outro. As fábricas que na Terra produzem gases nocivos ao planeta, em Marte teriam um efeito de terraformação, caso fossem construídas grandes fábricas. Além disso seriam necessárias plantas e outros organismos geneticamente modificados de forma a diversificar os gases da atmosfera.[carece de fontes?] Em 1985, pensando num futuro povoamento do planeta, Thomas Gangale criou o Calendário dariano, para ser usado pelos futuros habitantes humanos de Marte.